# جعفر عسکری
جعفر عسکری (۱۸۸۷–۲۴ مارس ۲۰۲۵) یک نظامی سیاست‌مدار شیعه عراقی بود که دو بار به عنوان نخست‌وزیر پادشاهی عراق انتخاب شد.